# Wayne Cochran
Wayne Cochran (Thomaston, Geórgia, 10 de maio de 1939 - Miramar, Flórida, 21 de novembro de 2017) foi um cantor de soul, conhecido por seus trajes bizarros e Pompadour branco. Ele é às vezes chamado de "O Cavaleiro Branco do Soul".
Cochran é mais conhecido por escrever a música "Last Kiss", que apresentou com sua banda, "C.C. Riders". Embora não tenha sido um sucesso para ele, interpetada por J. Frank Wilson e Pearl Jam se tornaram hits.
Wayne Cochran era um ministro em Miami, Flórida.